# Arany tigris
Az arany tigris egy színváltozat, amely a bengáli tigrisek között fordul elő, és egy recesszív gén okozza. Hasonlóan a fehér és fekete tigrisekhez, az arany tigris is egy morf, nem pedig külön alfaj. Ismert szőkére vagy halvány aranyszínű bundájáról, valamint vörösesbarna (nem fekete) csíkjairól. Az arany tigris színét egy recesszív tulajdonság, az úgynevezett "wideband" gén határozza meg, amely a szőrnövekedési ciklus során befolyásolja a fekete pigmentek termelését. A tipikus narancssárga-fekete csíkos tigrisektől eltérő színeződés természetben is előfordulhat, de csak igen ritkán.

## Megjelenés és külső jellemzők
Az arany tigrisek megjelenése rendkívül egyedi és feltűnő. Szőrzetük halvány aranyszínű vagy sárga, vörösesbarna csíkokkal, amelyek kevésbé kontrasztosak, mint a tipikus fekete csíkokkal rendelkező bengáli tigriseké. Bundájuk általában vastagabb és hosszabb, mint más bengáli tigriseké, különösen a hidegebb klímához szokott egyedek esetében. Fejük szélesebb, orruk rózsaszín árnyalatú, szemük gyakran világosabb tónusú, ami tovább növeli különleges megjelenésüket. Ez a színváltozat a wide band gén hatásának köszönhető, amely a fekete pigmentek termelését korlátozza a szőrnövekedés során.

## Viselkedés és ökológia
Az arany tigrisek viselkedésükben és ökológiai szerepükben megegyeznek más bengáli tigrisekkel. Fogságban is megőrzik a természetes ragadozókra jellemző viselkedésüket, beleértve a területvédelmet, a rejtőzködést és a zsákmányszerzést. Táplálkozásuk húsevő étrendjükre épül, amely főként nagyobb testű állatokból, például szarvasokból és vaddisznókból áll. Az élénkebb színezete azonban a vadonban gátolná őket abban, hogy hatékonyan vadásszanak. Állatkerti körülmények között a szocializáció szintje egyedfüggő, de általában jól alkalmazkodnak az emberi környezethez.

## Kutatás és tudományos érdekességek
Az arany tigrisek genetikai vizsgálatai hozzájárultak a bengáli tigrisek genetikai sokféleségének megértéséhez. A wide band gén és a recesszív színváltozatok vizsgálata betekintést nyújtott a génmutációk és a beltenyésztés hatásaiba. Ezek a kutatások fontosak a fajmegőrzési stratégiák kidolgozásához, mivel a beltenyésztés csökkenti a genetikai változatosságot, ami hosszú távon veszélyezteti a populáció fennmaradását. Az arany tigrisek az oktatásban és a természetvédelem népszerűsítésében is kiemelt szerepet játszanak, hiszen látványos megjelenésük felhívja a figyelmet a tigrisek és élőhelyeik megőrzésének fontosságára.

## Előfordulása a vadonban
Az arany tigrisek természetes élőhelyükön rendkívül ritkák, és jelenlegi ismereteink szerint vadon élő példányaik nem fordulnak elő. Színváltozatuk egy recesszív genetikai mutáció eredménye, amely a bengáli tigrisek populációjában alakult ki. Ez a génváltozat elsősorban fogságban tenyésztett állatokban van jelen. A vadon élő bengáli tigrisek Dél-Ázsia különböző részein találhatók, elsősorban Indiában, Bangladesben, Nepálban és Bhutánban, ahol trópusi esőerdők, száraz erdők és füves szavannák képezik természetes élőhelyüket. Az arany tigrisek különleges színezete miatt kisebb eséllyel rejtőzködnének hatékonyan a természetben, ami jelentős hátrányt jelentene számukra ragadozóként.

## Az állatkerti létszáma
Az arany tigrisek kizárólag állatkertekben és magángyűjteményekben találhatók meg, és számuk világszerte kevesebb mint 30 egyedre tehető. Ezek az egyedek szigorú tenyésztési programok részei, amelyek célja a genetikai állomány fenntartása és az arany színváltozat megőrzése. Az ilyen tenyészprogramok gyakran tartalmaznak keresztezéseket fehér tigrisekkel, mivel mindkét színváltozatot ugyanaz a wide band gén befolyásolja. Egyes állatkertek, például az indiai Dreamworld, különösen nagy figyelmet fordítanak az arany tigrisek bemutatására és genetikai örökségük dokumentálására.

## Fogvatartott példányok
Az arany tigrisek fogságban tartott példányai egy Bhim nevű fehér tigrishez vezethetők vissza, aki részben fehér amuri tigris, Tony, leszármazottja volt. Tonyt az összes észak-amerikai fehér tigris közös ősének tekintik. Bhim hordozta a "wide band" gént, amelyet néhány utódjának is átadott. Bhimet összepározták testvérével, Sumitával (aki szintén hordozta a wide band gént), amely eredményeként csík nélküli fehér tigrisek születtek (azaz két példányt örököltek a wide band génből). Bhimet egy normál narancssárga tigrissel, Kimanthival is pároztatták, majd saját narancssárga lányával, Indirával, aki ebből a párosításból származott. Bhim és Indira utódai között csíkos fehér, csík nélküli fehér, normál narancssárga és arany tigrisek is megjelentek, ami arra utal, hogy mind Bhim, mind lánya hordozta a wide band gént.
Az arany hím utódot, amikor egy normál narancssárga nőstény utóddal pároztatták, mind arany, mind fehér tigrisek születtek.
Az eltérő színű kölykök alomjai nem szokatlanok, mivel a fehér és az arany színeket a szülők által hordozott rejtett recesszív gének kombinációi okozzák. A fehér tigrisek, például Dreamworld Mohanja (akit egy, az 1950-es években Indiában befogott fehér tigris után neveztek el), erősen beltenyésztettek. A beltenyésztés csökkenti a genetikai változatosságot, és növeli annak valószínűségét, hogy két recesszív gén találkozzon, így ezek a rejtett gének megnyilvánulhatnak.
Az arany tigrisek családfáinak elemzése szerint az arany tigrisek genetikailag normál narancssárga tigrisek, amelyeknél egy módosító recesszív gén, valószínűleg a wide band gén jelen van. Ugyanez a wide band gén hozza létre a csík nélküli fehér tigriseket is. Egy fehér tigris, amely két példányban örökli a recesszív wide band gént, csík nélküli fehér lesz. Egy normál narancssárga tigris, amely két példányban örökli a recesszív wide band gént, arannyá válik. A wide band gén függetlenül öröklődik a fehér géntől.